# Metropolitano

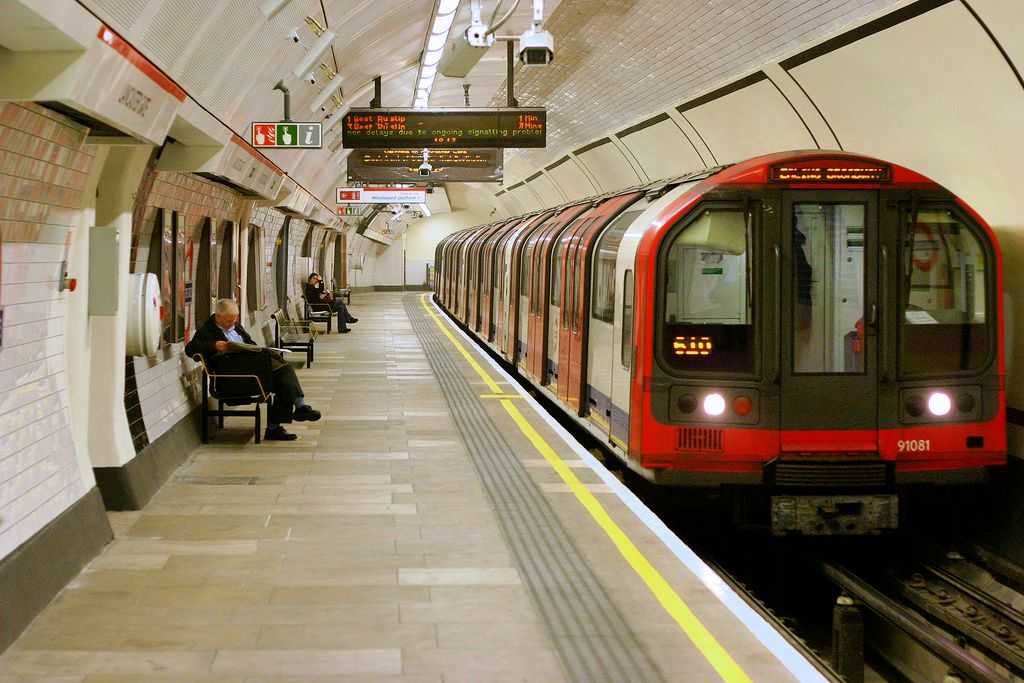
Metropolitano de Londres, o mais antigo e um dos maiores sistemas de metropolitano do mundo.

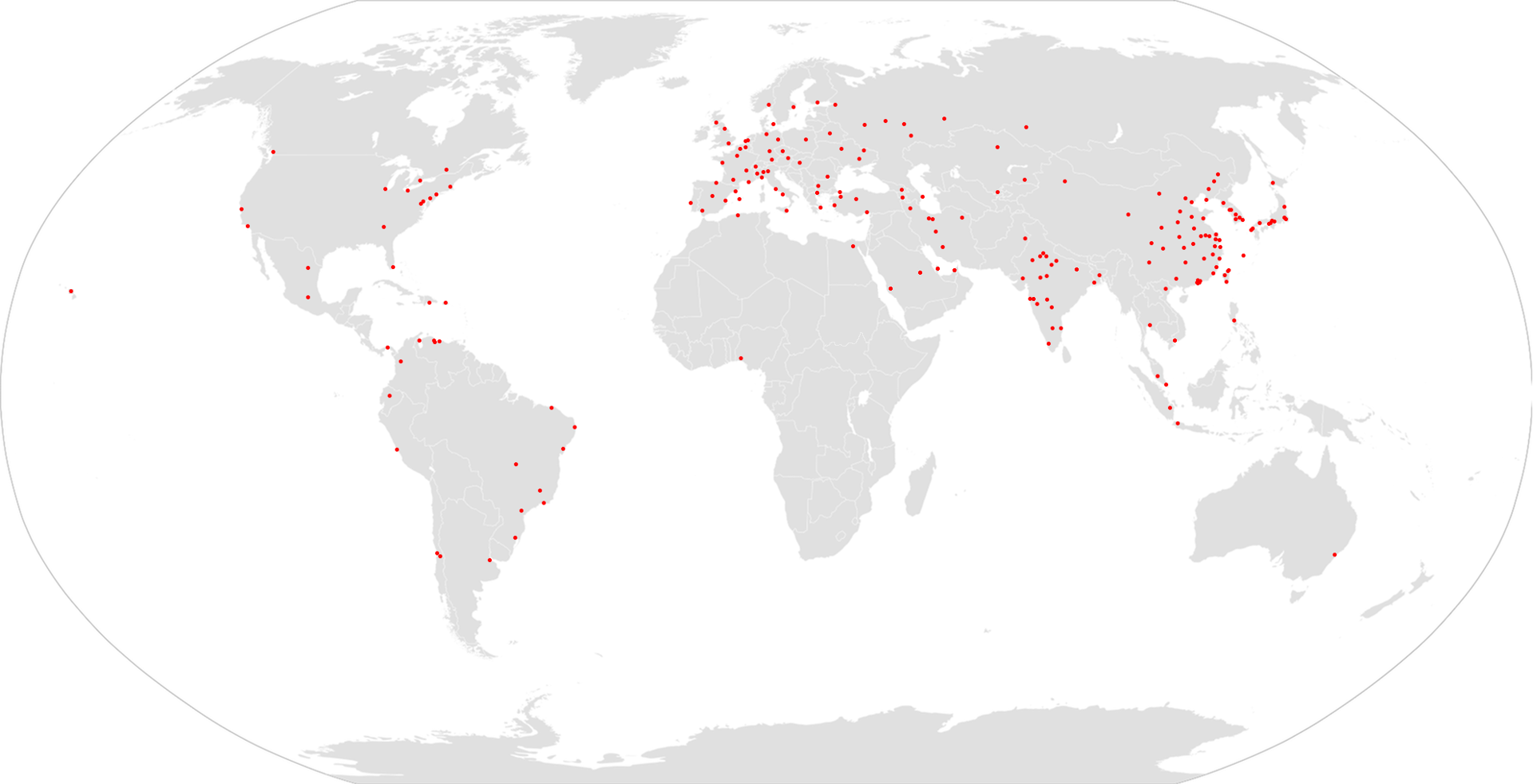
Mapa das cidades do mundo que possuem um sistema de metrô

Países com sistemas de metrô:
Metro em serviço
Metro em construção

O metropolitano, também chamado de metro (português europeu) ou metrô (português brasileiro), é um tipo de transporte público de alta capacidade geralmente encontrado em áreas urbanas.  Ao contrário de ônibus ou bondes, os metrôs são ferrovias elétricas que operam em uma via de passagem exclusiva, que não pode ser acessada por pedestres ou outros veículos de qualquer espécie e que geralmente é separada em túneis ou em vias ferroviárias elevadas.
Serviços modernos de metrô são fornecidos em linhas designadas entre estações, geralmente usando várias unidades elétricas em trilhos, embora alguns sistemas usem pneus de borracha guiados, levitação magnética ou monotrilho. As estações normalmente possuem plataformas altas, sem degraus dentro dos trens, o que exige trens feitos sob medida para minimizar os intervalos entre o trem e a plataforma. Eles são tipicamente integrados a outros tipos de transportes públicos. No entanto, alguns sistemas de metrô têm interseções de nível entre uma linha e uma estrada ou entre duas linhas de metrô.
O primeiro sistema de metrô do mundo foi o Metropolitan Railway, que era parcialmente subterrâneo e foi inaugurado como uma ferrovia convencional em 1863, mas agora faz parte do metrô de Londres. Em 1868, Nova York abriu a IRT Ninth Avenue Line, inicialmente uma linha transportada por cabo que usava motores a vapor estáticos.
A China tem o maior número de sistemas de metrô do mundo (31), com mais de 4,5 mil km de linhas e é responsável pela maior parte da expansão deste tipo de transporte no planeta na última década. O sistema de metrô mais longo do mundo por extensão da rede é o metrô de Xangai. O maior provedor único de serviços de metrô do mundo em número de estações (472 estações no total) é o metrô de Nova York. Os sistemas de metrô mais movimentados do mundo em número de passageiros anuais são o sistema de metrô de Tóquio, o metrô de Seul, o metrô de Moscou, o metrô de Pequim, o metrô de Xangai, o metrô de Shenzhen, o metrô de Guangzhou, o metrô de Nova York, o metrô da Cidade do México, o metrô de São Paulo, o metrô de Paris e o metrô de Hong Kong.

## Definição
A definição recente de metropolitano é muitas vezes confundida com outros meios de transporte do gênero, pelo que foram estabelecidas três condições fundamentais que o caracterizam: ser um sistema de transporte urbano elétrico; ser independente do restante do tráfego (circulação em sítio próprio e subterrâneo); ser frequente, ou seja, com tempo de espera do próximo comboio reduzido. Para ser considerado metropolitano não necessita forçosamente de ser subterrâneo, dado que as suas linhas podem ser subterrâneas, terrestres ou elevadas. Apesar do mais comum ser o subterrâneo, as características da linha dependem muito da topografia do terreno, pelo que a técnica varia de linha para linha.

## História

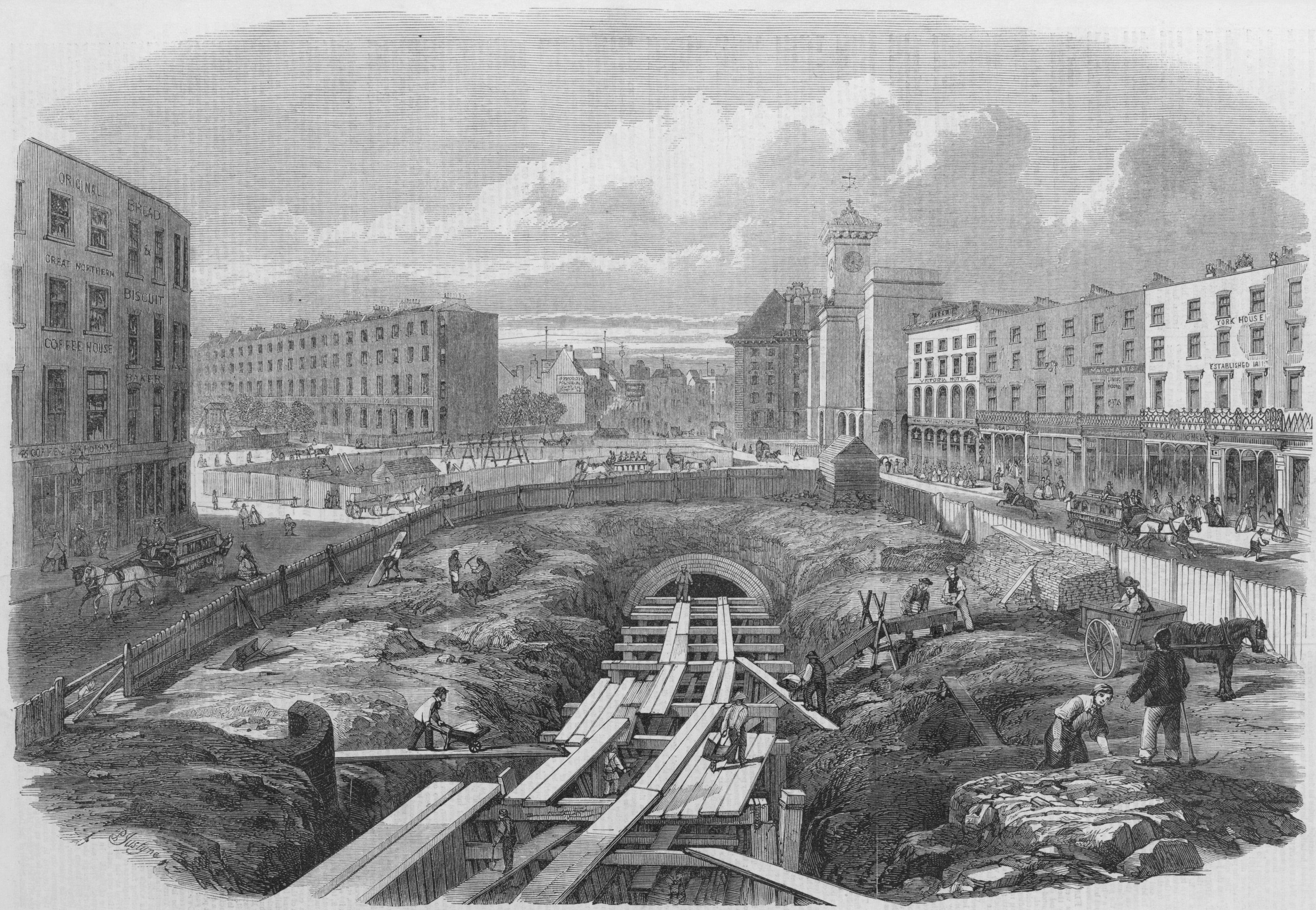
Etapas iniciais da construção da Metropolitan Railway de Londres em King's Cross St. Pancras, 1861.

A abertura da Metropolitan Railway de Londres, transportada a vapor, em 1863, marcou o início do metrô. As experiências iniciais com os motores a vapor, apesar da ventilação, foram desagradáveis. Experimentos com ferrovias pneumáticas falharam em sua adoção prolongada pelas cidades. A tração elétrica era mais eficiente, mais rápida e mais limpa que o vapor e a escolha natural para trens que circulavam em túneis e se mostrou superior em serviços elevados.
Em 1890, a City & South London Railway foi a primeira ferrovia de trânsito rápido de tração elétrica, que também era totalmente subterrânea. Antes da abertura da linha era chamado de "metrô da cidade e do sul de Londres", introduzindo assim o termo "metrô" na terminologia ferroviária. Ambas as ferrovias, juntamente com outras, foram eventualmente fundidas no metrô de Londres. A Liverpool Overhead Railway de 1893 foi projetada para usar tração elétrica desde o início.
A tecnologia se espalhou rapidamente para outras cidades da Europa, dos Estados Unidos, da Argentina e do Canadá, com algumas ferrovias sendo convertidas em vapor e outras sendo projetadas para serem elétricas desde o início. Budapeste, Chicago, Glasgow e Nova York converteram ou projetaram serviços ferroviários elétricos para fins específicos.
Os avanços na tecnologia permitiram novos serviços automatizados. As soluções híbridas também evoluíram, como o trem-tram e o premetro, que incorporam algumas das características dos sistemas de metrô. Em resposta ao custo, considerações de engenharia e desafios topológicos, algumas cidades optaram por construir sistemas de bondes, principalmente na Austrália, onde a densidade nas cidades era baixa e os subúrbios tendiam a se espalhar.
Desde a década de 1960, muitos novos sistemas foram introduzidos na Europa, Ásia e América Latina. No século XXI, a maioria das novas expansões e sistemas está localizada na Ásia, com a China se tornando a líder mundial em expansão de metrôs e operando alguns dos maiores sistemas.

### Países lusófonos

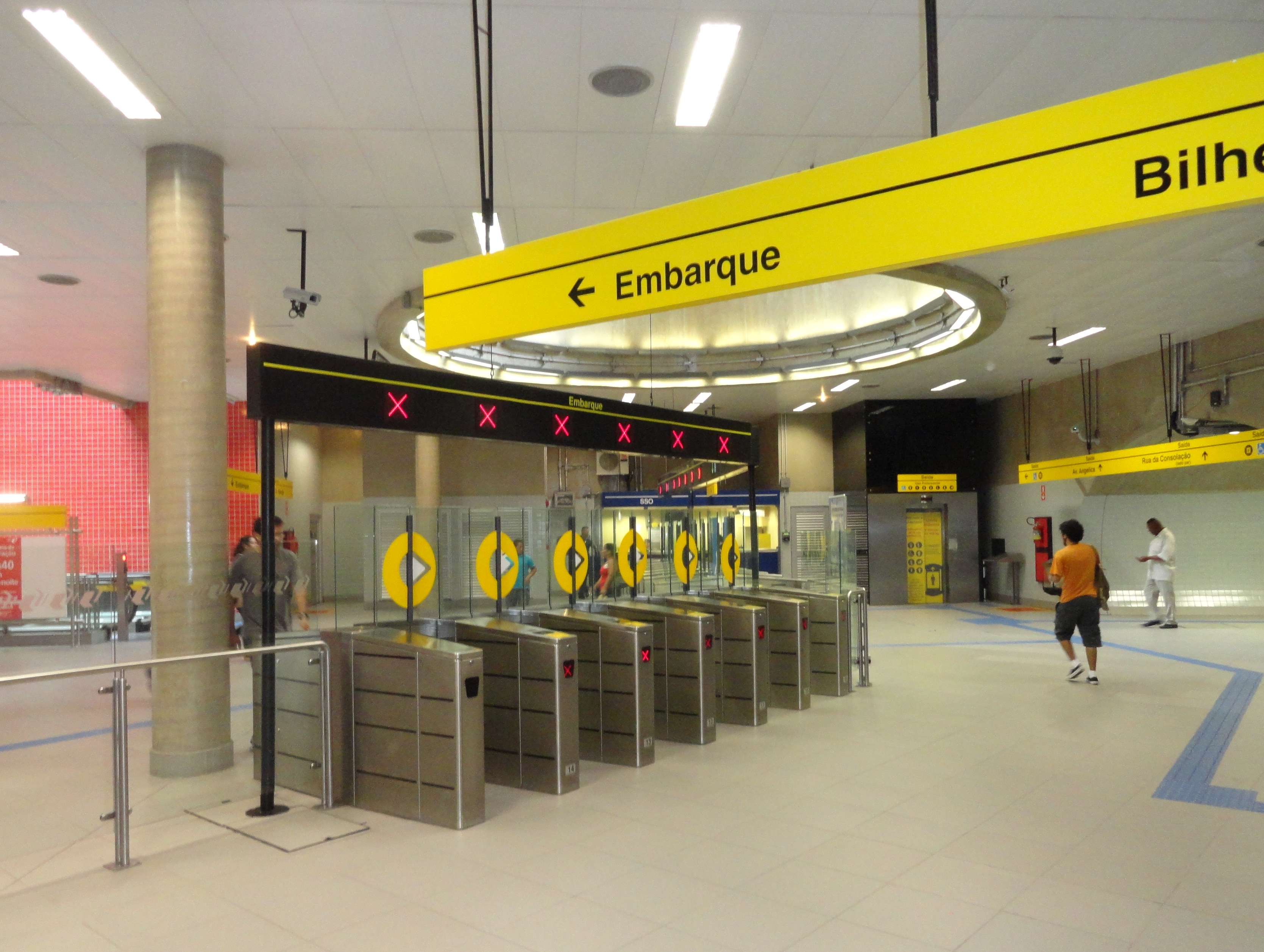
Estação Paulista do Metrô de São Paulo.

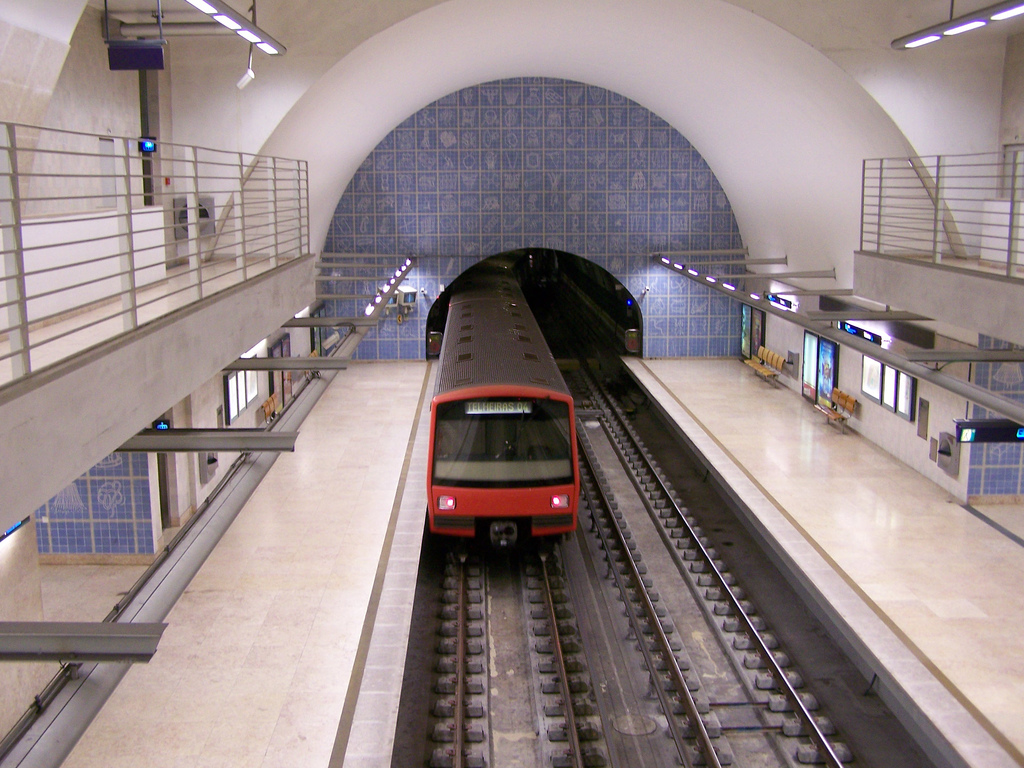
Estação Telheiras do Metropolitano de Lisboa.

No Brasil, a primeira linha de metropolitano foi inaugurada apenas em 1974, na cidade de São Paulo. Cinco anos mais tarde, em 1979, foi inaugurado um sistema na cidade do Rio de Janeiro. Atualmente, a rede metroviária de São Paulo ainda é a maior do Brasil, com 101,4 quilômetros de extensão, sendo 69,7 km administrados pela Companhia do Metropolitano de São Paulo enquanto 11,4 km são administrados pela empresa privada ViaQuatro e outros 19,9 km pela ViaMobilidade Linhas 5 e 17. A malha de São Paulo opera de forma integrada com os 273 km das linhas de trens suburbanos operadas pela CPTM e pela ViaMobilidade Linhas 8 e 9, que atendem também os municípios limítrofes além de bairros da capital paulista. Em 1985, foram inaugurados o Metropolitano do Recife e o Trensurb, de Porto Alegre. No ano seguinte, inaugurou-se o de Belo Horizonte. Em 1998 foi finalizado o sistema de Brasília (Metrô-DF), e em 2016 foi entregue o sistema mais recente em operação no país, em Salvador. Sendo este último administrado pela empresa privada CCR Metrô Bahia.
Em 1959, foi inaugurado o Metropolitano de Lisboa. Este sistema de metropolitano foi o primeiro do gênero num país de língua oficial portuguesa. A sua rede, que é constituída atualmente por quatro linhas subterrâneas em 99% do seu percurso, cobre quase todo o município de Lisboa e chega até aos municípios vizinhos de Amadora e Odivelas. O Metro do Porto foi inaugurado a 1 de janeiro de 2001. É o maior sistema de ferroviário ligeiro urbano de Portugal, com uma extensão de 80 Km. O Metro Sul do Tejo, nos concelhos a sul da capital foi inaugurado em 2007 e conta actualmente com três linhas, exclusivamente à superfície, em canal próprio com cruzamentos prioritários com a rodovia. A construção do Metro Mondego, em Coimbra e municípios limítrofes, iniciou-se em 2006 com a demolição do Ramal da Lousã, uma ferrovia clássica em bitola ibérica, maioritariamente rural — sucessivas crises de financiamento têm mantido a obra praticamente parada. No seu apogeu seria uma rede com uma linha subterrânea urbana, a construir, e outras de superfície (pré-metro), algumas igualmente a adaptar, nomeadamente o Ramal da Figueira da Foz (via Pampilhosa e Cantanhede). Foi planeado para o transporte diário de cerca de 35 000 passageiros. Em estudo está o Metropolitano de Faro.

## Operação
O metrô é usado nas cidades, aglomerações urbanas e áreas metropolitanas para transportar um grande número de pessoas, muitas vezes a distâncias curtas em alta frequência. A extensão do sistema de trânsito rápido varia muito entre as cidades, com várias estratégias de transporte. Alguns sistemas podem se estender apenas aos limites do centro da cidade ou ao seu círculo interno de subúrbios, com trens fazendo paradas frequentes nas estações. Os subúrbios externos podem então ser alcançados por uma rede separada de trens suburbanos, onde estações mais espaçadas permitem velocidades mais altas. Em alguns casos, as diferenças entre o metrô urbano e os sistemas suburbanos não são claras.
Os sistemas de transporte rápido podem ser complementados por outros sistemas, como trólebus, ônibus regulares, bondes ou trens. Essa combinação de modos de trânsito serve para compensar certas limitações do metrô, como paradas limitadas e longas distâncias a pé entre pontos de acesso externos.

### Linhas

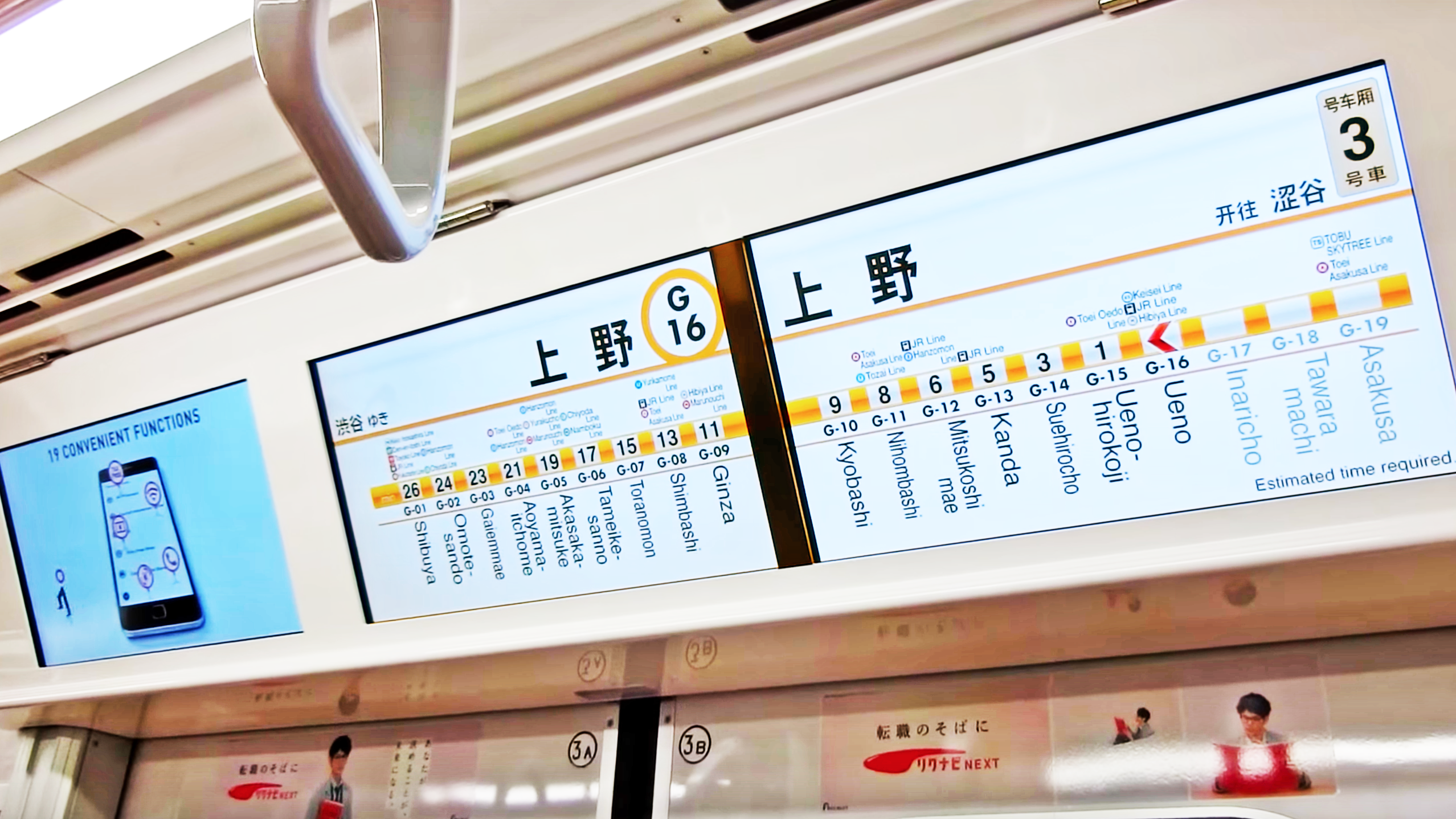
O metrô de Tóquio usa uma grande tela de informações de LCD para mostrar a localização atual, as próximas paradas da linha e anúncios em vários idiomas.

Cada sistema de trânsito rápido consiste em uma ou mais "linhas". Cada linha é servida por pelo menos uma rota específica, com trens parando em todas ou em algumas estações da linha. A maioria dos sistemas opera várias rotas e as distingue por cores, nomes, numeração ou uma combinação deles. Algumas linhas podem compartilhar trilhos entre si por uma parte de sua rota ou operar apenas por sua própria passagem. Frequentemente, uma linha que atravessa o centro da cidade se bifurca em duas ou mais nos subúrbios, permitindo uma maior frequência de serviço no centro. Esse arranjo é usado por muitos sistemas, como o metrô de Copenhague, o metrô de Milão, o metrô de Oslo e o metrô de Nova York.
A capacidade de uma linha é obtida multiplicando a capacidade do vagão, o comprimento do trem e a frequência de serviço. Os trens pesados de metrô podem ter de seis a doze vagões, enquanto os sistemas mais leves podem usar quatro ou menos. Os vagões têm capacidade para 100 a 150 passageiros, variando de acordo com a proporção entre sentado e em pé. O intervalo de tempo mínimo entre trens é mais curto para o metrô do que para ferrovias principais devido ao uso do controle de trem baseado em comunicações de trens: a distância mínima pode chegar a 90 segundos, mas muitos sistemas geralmente usam 120 segundos para permitir a recuperação de atrasos. Linhas de capacidade típicas permitem 1,2 mil pessoas por trem, ou 36 mil pessoas por hora. A capacidade mais alta alcançada é de 80 mil pessoas por hora pelo metrô de Hong Kong.

### Estações

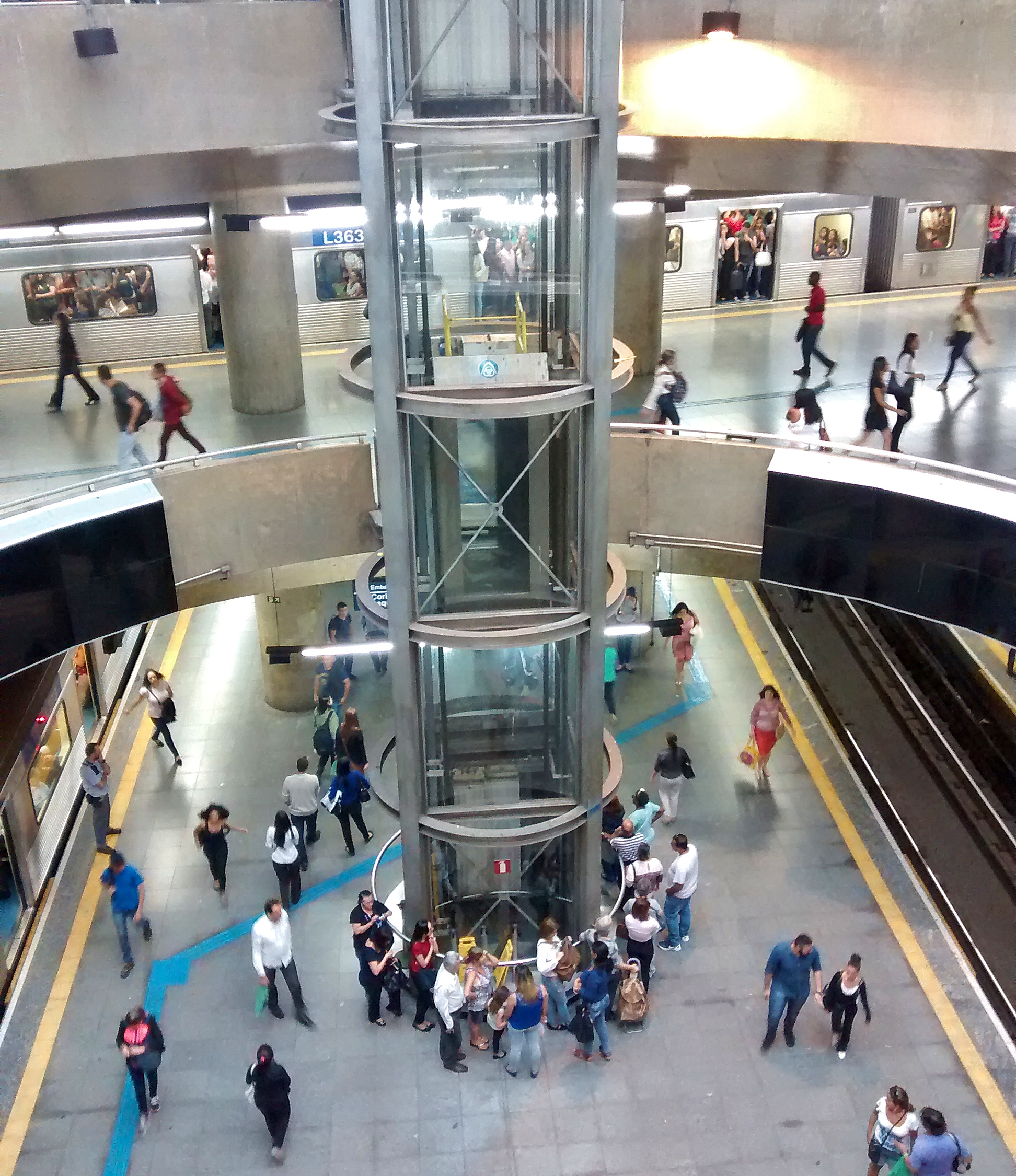
Estação Sé do Metrô de São Paulo.

As estações funcionam como hubs para permitir que os passageiros embarquem e desembarquem de trens. Elas também são postos de controle de pagamento e permitem que os passageiros transfiram entre modos de transporte, por exemplo, para ônibus ou outros trens. O acesso é fornecido por plataformas nas ilhas ou nas laterais. As estações de metrô, especialmente as de nível mais profundo, aumentam o tempo total de transporte: longas viagens de escada rolante até as plataformas significam que as estações podem se tornar gargalos se não forem construídas adequadamente. Algumas estações subterrâneas e elevadas são integradas em vastas redes subterrâneas ou elevadas, que podem se conectar a prédios comerciais próximos. Nos subúrbios, pode haver um "estacionamento de incentivo" conectado à estação.
Para facilitar o acesso aos trens, a altura da plataforma permite o acesso sem degraus. Se a estação estiver em conformidade com os padrões de acessibilidade, permitirá que as pessoas com deficiência e as pessoas com bagagem com rodas acessem facilmente os trens. Algumas estações usam portas de plataforma para aumentar a segurança, impedindo que as pessoas caiam nos trilhos, além de reduzir os custos de ventilação. A estação mais profunda do mundo é a estação de Arsenalna do metrô de Kiev, Ucrânia (105,5 m).
Particularmente na antiga União Soviética e em outros países da Europa Oriental, mas cada vez mais em outros lugares, as estações foram construídas com esplêndidas decorações, como paredes de mármore, pisos de granito polido e mosaicos - expondo o público à arte em sua vida cotidiana, fora das galerias de arte e museus. Os sistemas de Moscou, São Petersburgo, Tashkent e Kiev são amplamente considerados como alguns dos mais bonitos do mundo. Várias outras cidades, como Estocolmo, Montreal, Lisboa, Nápoles e Los Angeles, também se concentraram na arte, que pode variar de revestimentos decorativos de paredes a grandes esquemas artísticos extravagantes integrados à arquitetura de estações, além de exibições de artefatos antigos recuperados durante a construção da estação. Pode ser possível lucrar com a atração de mais passageiros, gastando quantias relativamente pequenas em grande arquitetura, arte, limpeza, acessibilidade, iluminação e uma sensação de segurança.

### Custos, benefícios e impactos

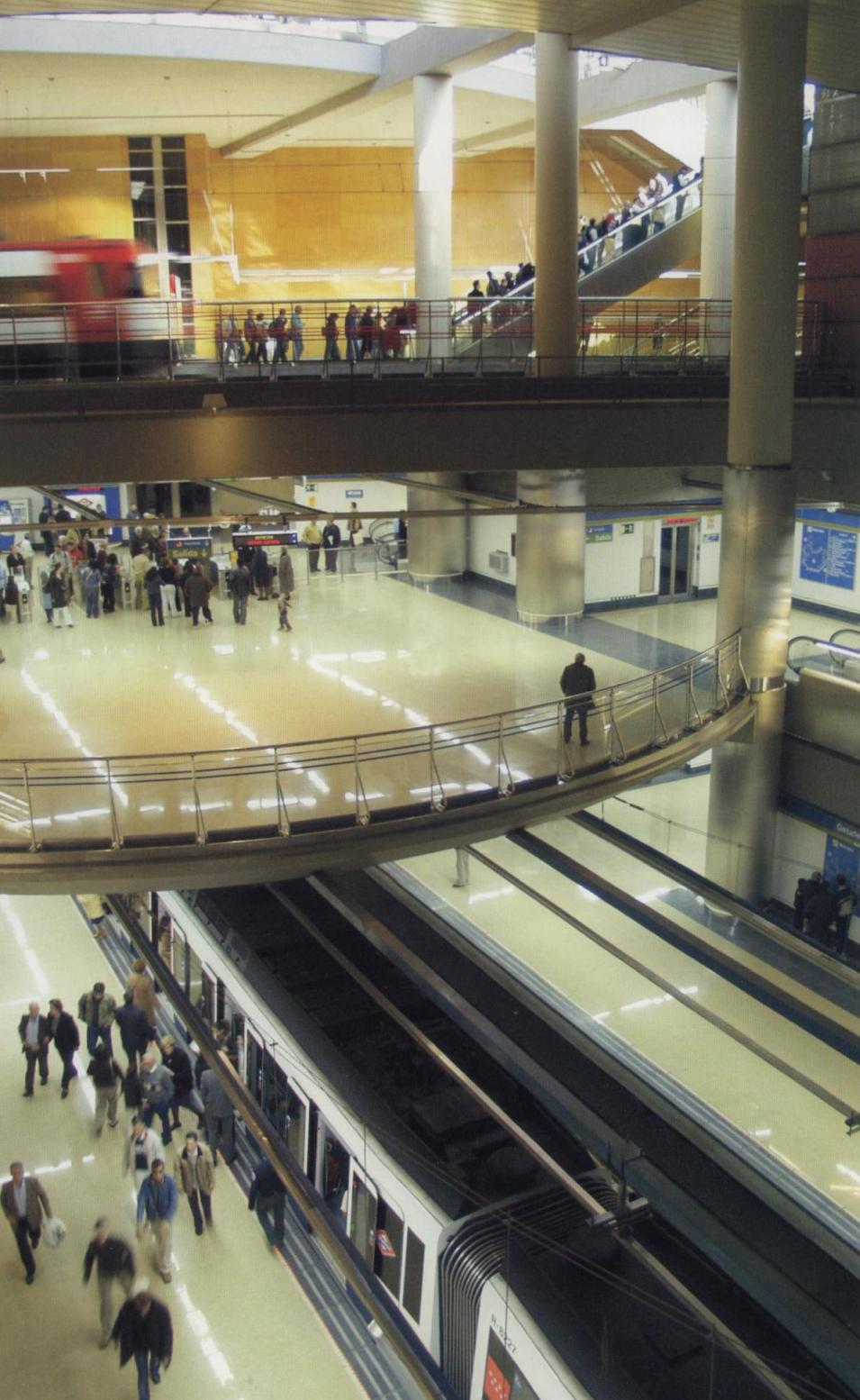
Estação Getafe Central do metrô de Madrid.

Até março de 2018, 212 cidades construíram sistemas de metrô. O custo de capital é alto, assim como o risco de excesso de custo e déficit de benefícios; financiamento público é normalmente necessário. O metrô às vezes é visto como uma alternativa a um extenso sistema de transporte rodoviário e permite maior capacidade com menos uso de terras, menos impacto ambiental e menor custo.
Sistemas elevados ou subterrâneos nos centros das cidades permitem o transporte de pessoas sem ocupar terras caras e permitem que a cidade se desenvolva compactamente sem barreiras físicas. As rodovias geralmente deprimem os valores de terrenos residenciais próximos, mas a proximidade a uma estação de metrô geralmente desencadeia crescimento e valorização comercial e residencial. Além disso, um sistema de metrô eficiente pode diminuir a perda de bem-estar econômico causada pelo aumento da densidade populacional em uma metrópole.

### Redes
A configuração das redes de metrô é determinadas por um grande número de fatores, incluindo barreiras geográficas, padrões de viagem existentes ou esperados, custos de construção, política e restrições históricas. Espera-se que um sistema de trânsito atenda a uma área com um conjunto de linhas, que consiste em formas resumidas como "I", "U", "S" e "O" ou loops. Barreiras geográficas podem causar pontos de estrangulamento onde as linhas de trânsito devem convergir (por exemplo, para atravessar um corpo de água), que são potenciais locais de congestionamento, mas também oferecem uma oportunidade para transferências entre linhas. As linhas em anel oferecem boa cobertura, conectam-se entre as linhas radiais e servem para viagens tangenciais que, de outra forma, precisariam atravessar o núcleo normalmente congestionado da rede. Um padrão de grade aproximado pode oferecer uma ampla variedade de rotas, mantendo uma velocidade e frequência de serviço razoáveis. Um estudo dos 15 maiores sistemas de metrô do mundo sugeriu uma forma universal composta por um núcleo denso com galhos irradiando a partir dele.

Tipos de redes de metrô
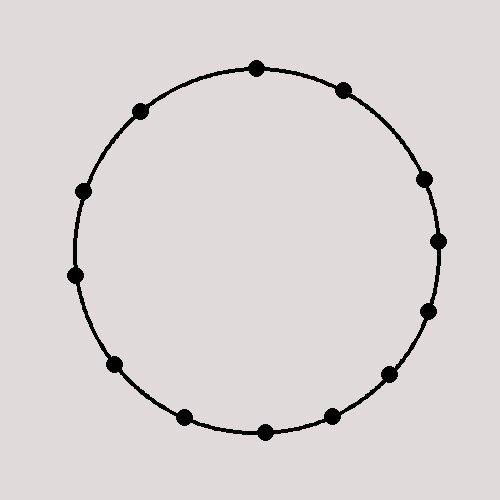
em anel ( ex: Glasgow)
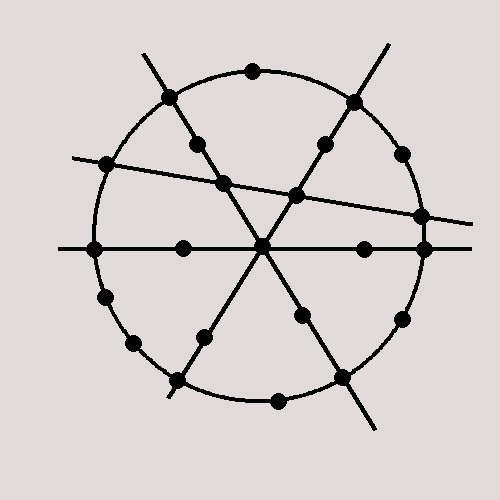
em anel com linhas radiais (ex: Pequim, Madrid, Moscovo, Viena, Tóquio)
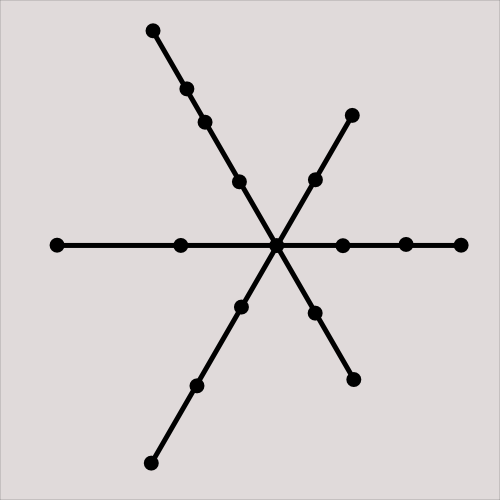
linhas radiais (ex: Boston, Sapporo, Washington, D.C.)
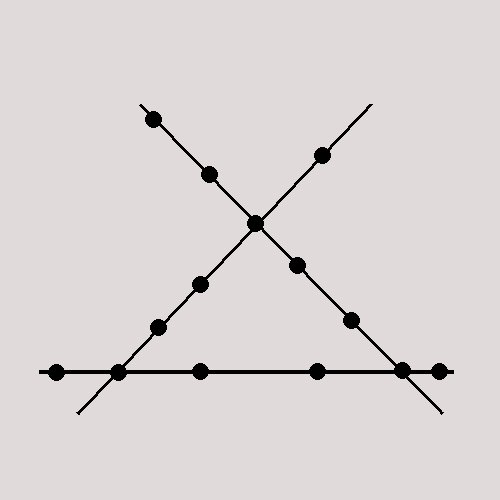
linhas secantes (ex: Minsk, Kiev, São Paulo)
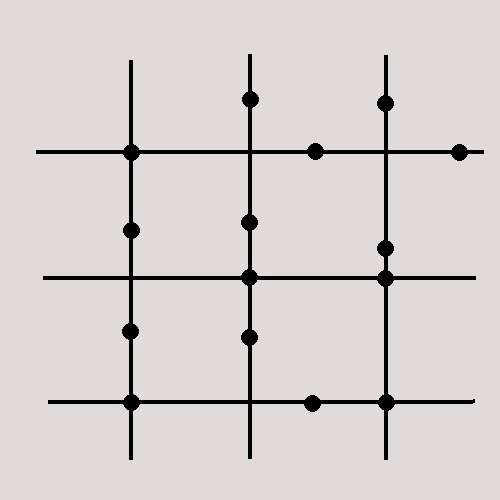
malha ortogonal (ex: Londres, Paris, Berlim, Nova York, Los Angeles, Osaka)
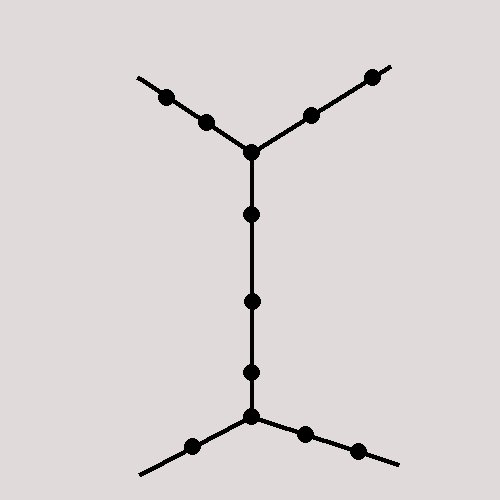
em cruz com linha comum (ex: Oslo, São Francisco, Bruxelas, Rio de Janeiro,  Porto)
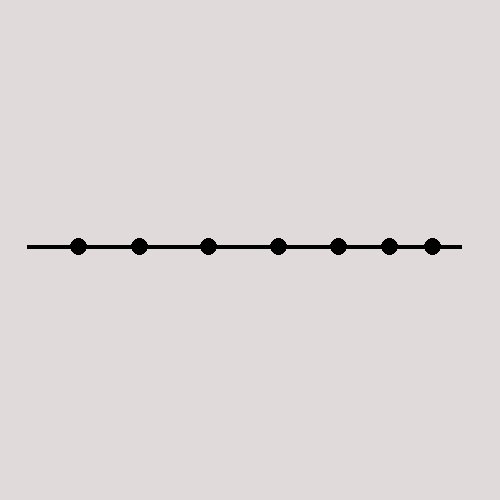
linear (ex: Lima, Helsínquia, Porto Alegre, Belo Horizonte)
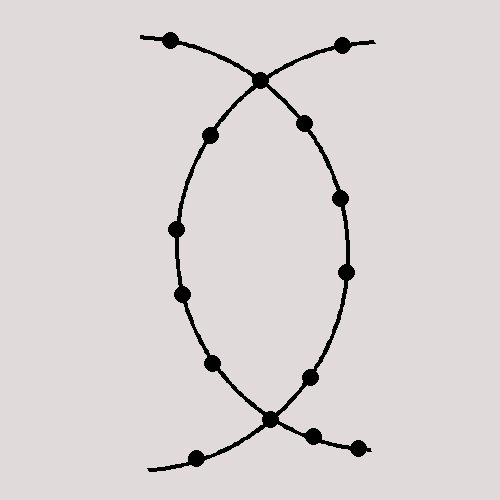
com duplo cruzamento (ex: Lille, Roterdão)
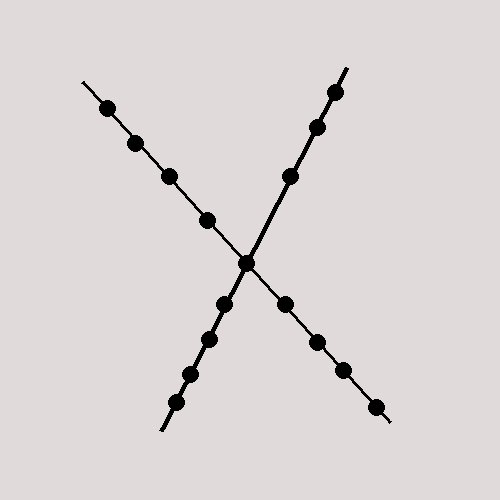
em cruz com estação em comum (ex: Roma, Quioto, Varsóvia)

### Segurança

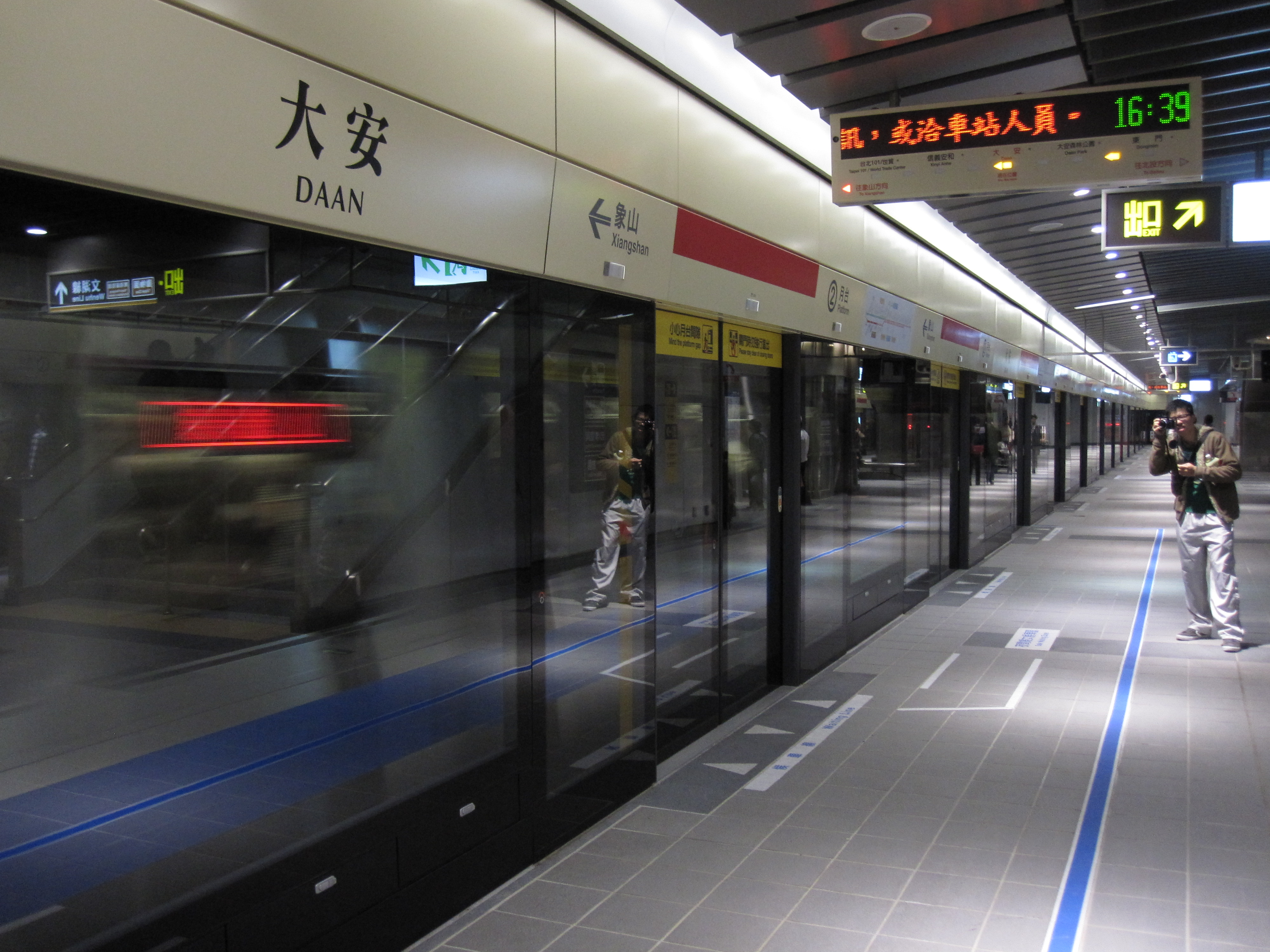
Portas de plataforma no metrô de Taipei, em Taiwan.

Comparado a outros modos de transporte, o metrô tem um bom histórico de segurança, com poucos acidentes. O transporte ferroviário está sujeito a rígidas normas de segurança, com requisitos de procedimento e manutenção para minimizar os riscos. As colisões frontais são raras devido ao uso de pista dupla e baixas velocidades de operação reduzem a ocorrência e a gravidade de colisões e descarrilamentos na traseira. Incêndios são mais um perigo subterrâneo, como o incêndio de King's Cross em Londres em novembro de 1987, que matou 31 pessoas. Os sistemas são geralmente construídos para permitir a evacuação de trens em muitos lugares do sistema.
Plataformas altas (geralmente acima de 1 metro) são um risco de segurança, pois as pessoas que caem nos trilhos têm problemas para subir de volta. As portas de plataforma são usadas em alguns sistemas para eliminar esse perigo. As instalações de metrô são espaços públicos e podem sofrer de problemas de segurança: pequenos crimes, como furtos de carteiras e furtos de bagagem, além de crimes violentos mais graves, como agressões sexuais em trens e plataformas bem compactados. As medidas de segurança incluem vigilância por vídeo, guardas e condutores. Em alguns países, uma polícia especializada pode ser estabelecida. Essas medidas de segurança são normalmente integradas às medidas para proteger as receitas, verificando se os passageiros não estão viajando sem pagar. Alguns sistemas de metrô, como o metrô de Pequim, classificado pela Worldwide Rapid Transit Data como a "Rede Mais Segura de Metrô do Mundo" em 2015, incorpora pontos de verificação de segurança no estilo de aeroportos em todas as estações. Os sistemas de metrô também estão sujeitos ao terrorismo, como no ataque ao gás sarin do metrô de Tóquio em 1995.